# Eurogentec
Eurogentec est une société internationale de biotechnologie fondée en 1985 en tant que Startup de l’Université de Liège. Eurogentec est spécialisé dans la conception de réactifs et de kits pour la génomique et la protéomique et est autorisé par le ministère belge de la santé, à commercialiser du matériel biologique répondant aux normes BPF (Bonnes Pratiques de Fabrication). La société est située dans Liège Science Park.

## Historique

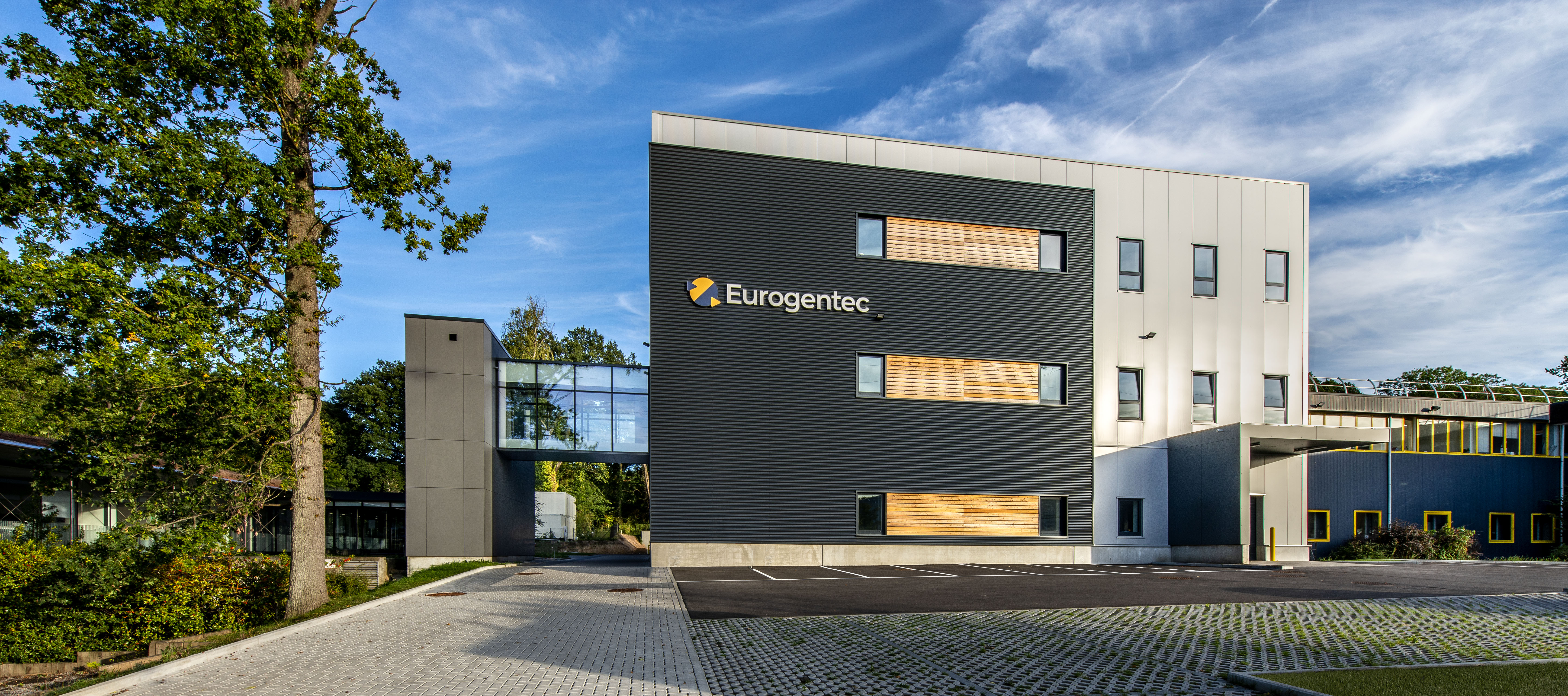
Eurogentec Biologics - Seraing, Belgique.

1985 : La société est fondée par quatre jeunes trentenaires liégeois: deux chercheurs de l’Université de Liège (ULg), les professeurs Joseph Martial et André Renard, et  deux industriels, Jean-Claude Lahaut et Hubert Vandecapelle. Après avoir passé quelques années dans un laboratoire américain du UCSF, Martial revient en Europe avec l’idée de créer sa propre entreprise. À cette époque, il n’y avait pas de structure ad hoc à l’université de Liège pour assumer le lancement d’une Startup mais les autorités de l’ULg acceptèrent d’accueillir le laboratoire au sein de l’Université.
1987 : Eurogentec synthétise des Oligonucléotides pour les laboratoires de recherche scientifique.
Les premières années de la société furent assez difficiles. Il faudra attendre le début des années 1990 pour que Jean-Pierre Delwart, économiste diplômé de l’Université de Bruxelles, rejoigne Eurogentec et améliore la situation.
1996 : Eurogentec devient une CMO (Contract Manufacturing Organization – Société à contrat) pour le secteur biopharmaceutique et collabore avec SmithKline Beecham biologicals (Rixensart, Belgium) pour la production de protéines recombinantes impliquées dans des études de phase clinique I, II et III.

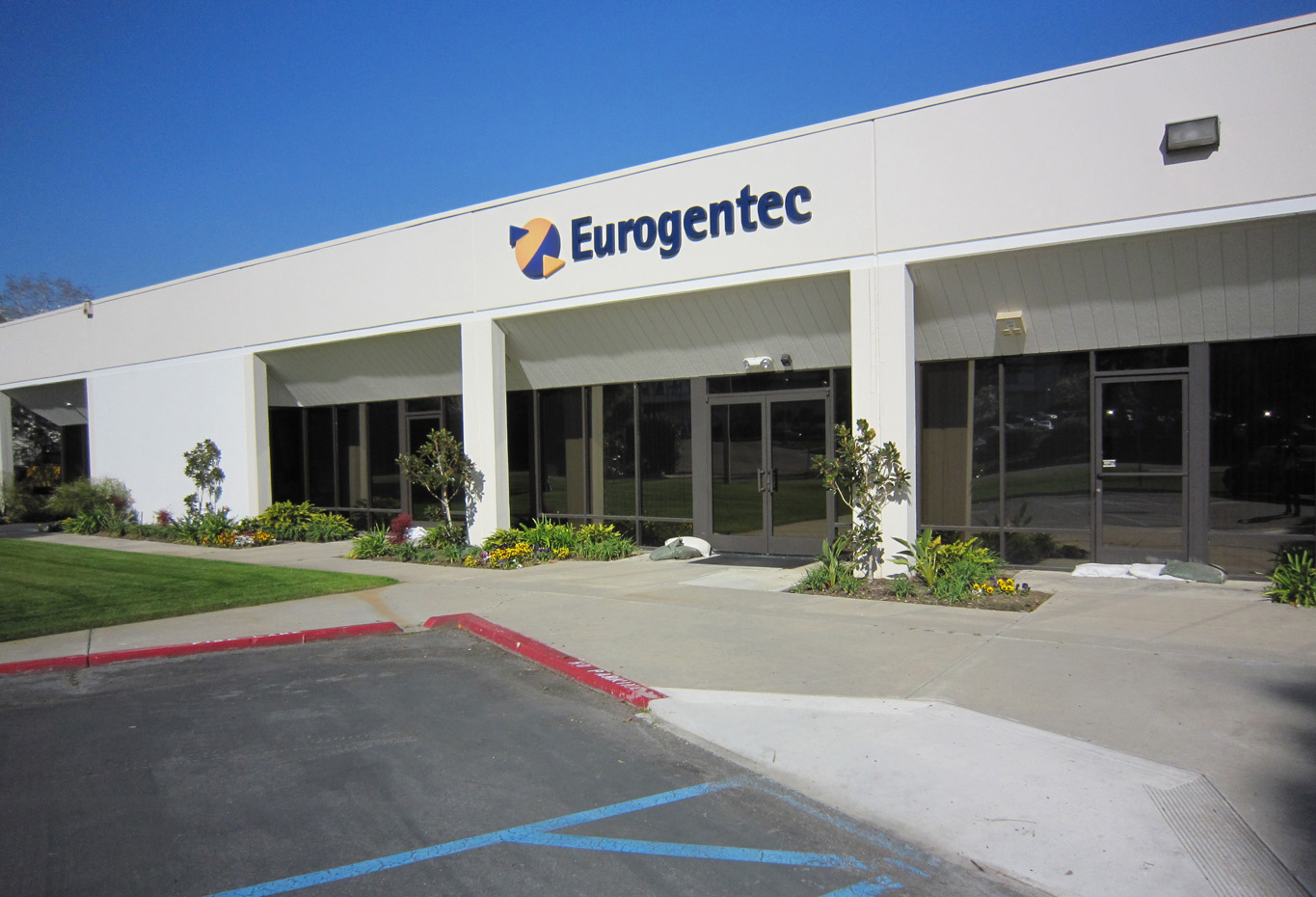
EGT North America - San Diego, CA.

1999 : Eurogentec acquiert Oswel research Product Ltd. une société de biotechnologie basée à Southampton en Grande-Bretagne et spécialisée dans la synthèse d’oligonucléotides complexes (DNA, RNA, PNA).
2002 : Eurogentec acquiert Wita Proteomics, une société spécialisée en protéomique, basée à Berlin (Allemagne). Quelques mois plus tard, Eurogentec s’installe à San Diego pour assurer la production d’Oligonucléotides aux États-Unis (Eurogentec NA).

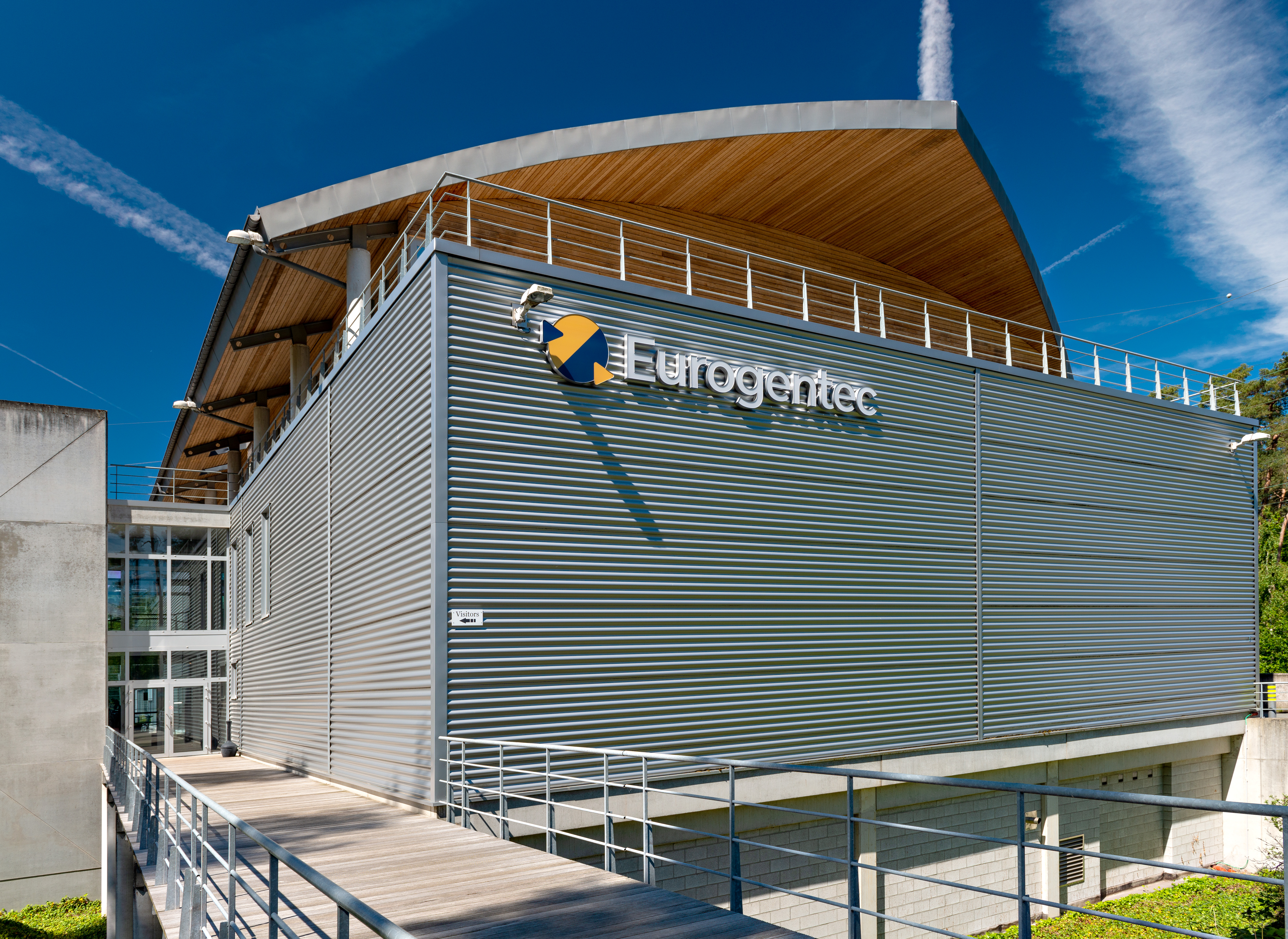
Siège d’Eurogentec - Seraing, Belgique.

2004 : Eurogentec inaugure son nouveau site de production (Oligonucléotides et peptides) construit dans le Parc Scientifique du Sart-Tilman (Liège, Belgique). Ce bâtiment intelligent est également écologique: le bâtiment est équipé d’un système domotique (éclairage sans interrupteur) et le chauffage est produit à base de chaudières à condensation permettant des économies d'énergie. 
De 2000 à 2008, Eurogentec va intensifier ses services et signer des accords avec différentes autres sociétés comme Cepheid, Epoch Biosciences, Exiqon, Delphi et In Cell Art.
2007 : Eurogentec agrandit ses zones de production BPF pour répondre aux exigences de synthèse d’Oligonucléotides dédiés au diagnostic in vitro et est certifié ISO 13485,. Trois ans plus tard, EGT NA reçoit également cette certification.

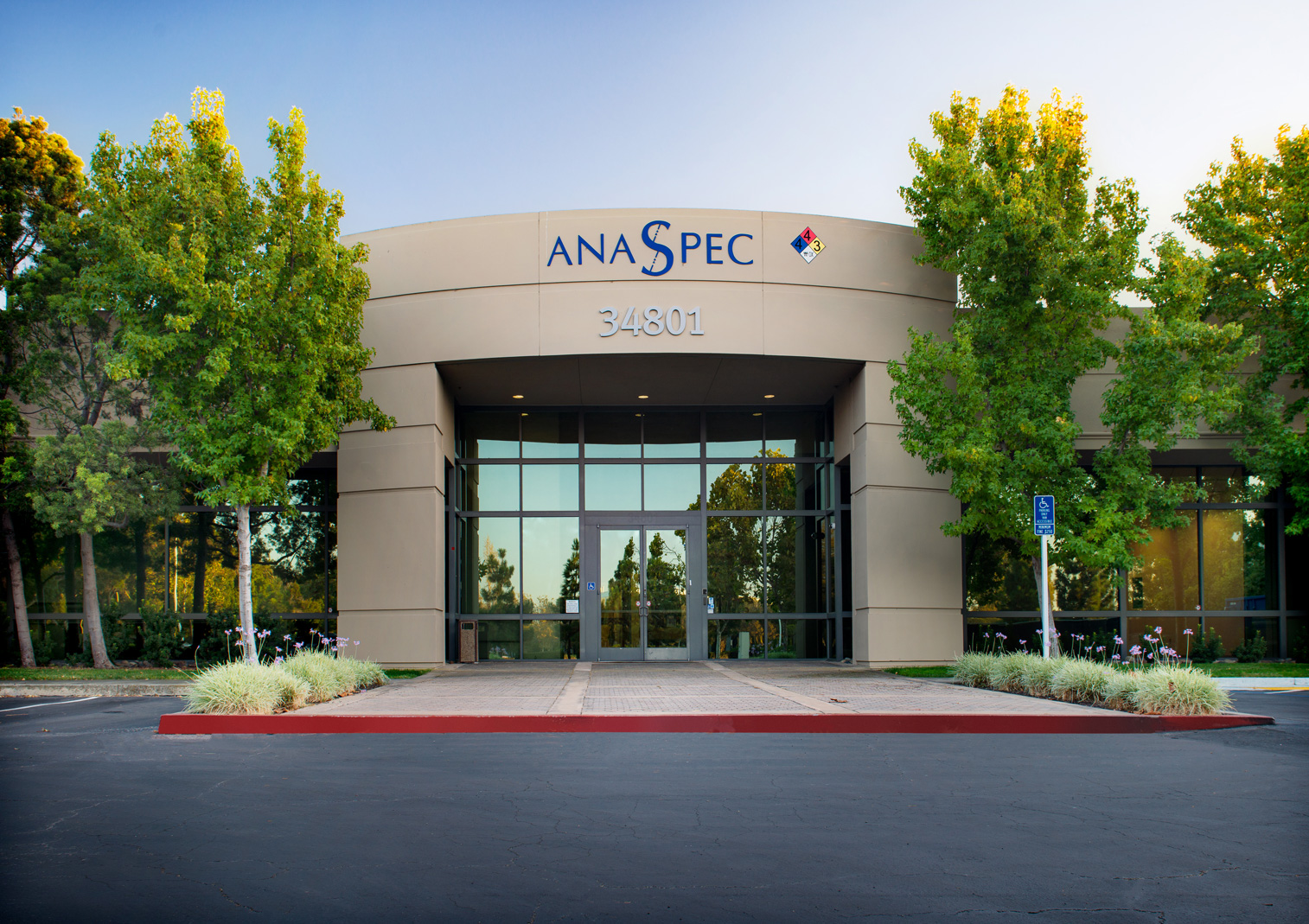
AnaSpec - Fremont, CA.

2009 : Eurogentec annonce l’acquisition d'AnaSpec, une société privée basée à Fremont en Californie. AnaSpec est spécialisée en protéomique et synthétise des peptides marqués, des anticorps, des sondes fluorescentes et des tests d’activité enzymatique.
2010 : Kaneka devient le nouvel actionnaire principal d’Eurogentec. Kaneka est une entreprise à la pointe de l’innovation dans le domaine des polymères, la fermentation et la biotechnologie.

## Produits et services
Eurogentec est constitué de trois unités de travail interdépendantes. Il fournit des produits et des services pour la recherche scientifique, fabrique des composants pour le diagnostic in vitro et synthétise du matériel biologique suivant les normes BPF.
- L’unité « Life Science » est spécialisée en génomique (exemple : Oligonucléotides à petite et grande échelles, ADN polymérase, sondes pour la PCR en temps réel et service d’aliquotage) et en protéomique (exemple : peptides et anticorps catalogue ou à façon, kits de détection et sondes fluorescentes)[1].

- L'unité « In Vitro Diagnostics » propose des contrats de sous-traitance pour la fabrication d'Oligonucléotides BPF et d'ADN Taq polymérases dédiés au diagnostic moléculaire in vitro. Tout le processus de fabrication de ces produits est réalisé dans des salles blanches.

- L'unité « GMP BioManufacturing » est une organisation de fabrication contractuelle (CMO) qui offre un savoir-faire dans le développement de procédés, le transfert de technologie, le scale-up et la fabrication BPF de protéines (natives et conjuguées), de plasmides ainsi que de vaccins pour une utilisation pré-clinique, clinique ou commerciale et ce en accord avec les demandes de la FDA et de l'EMA.